# Rhopalium

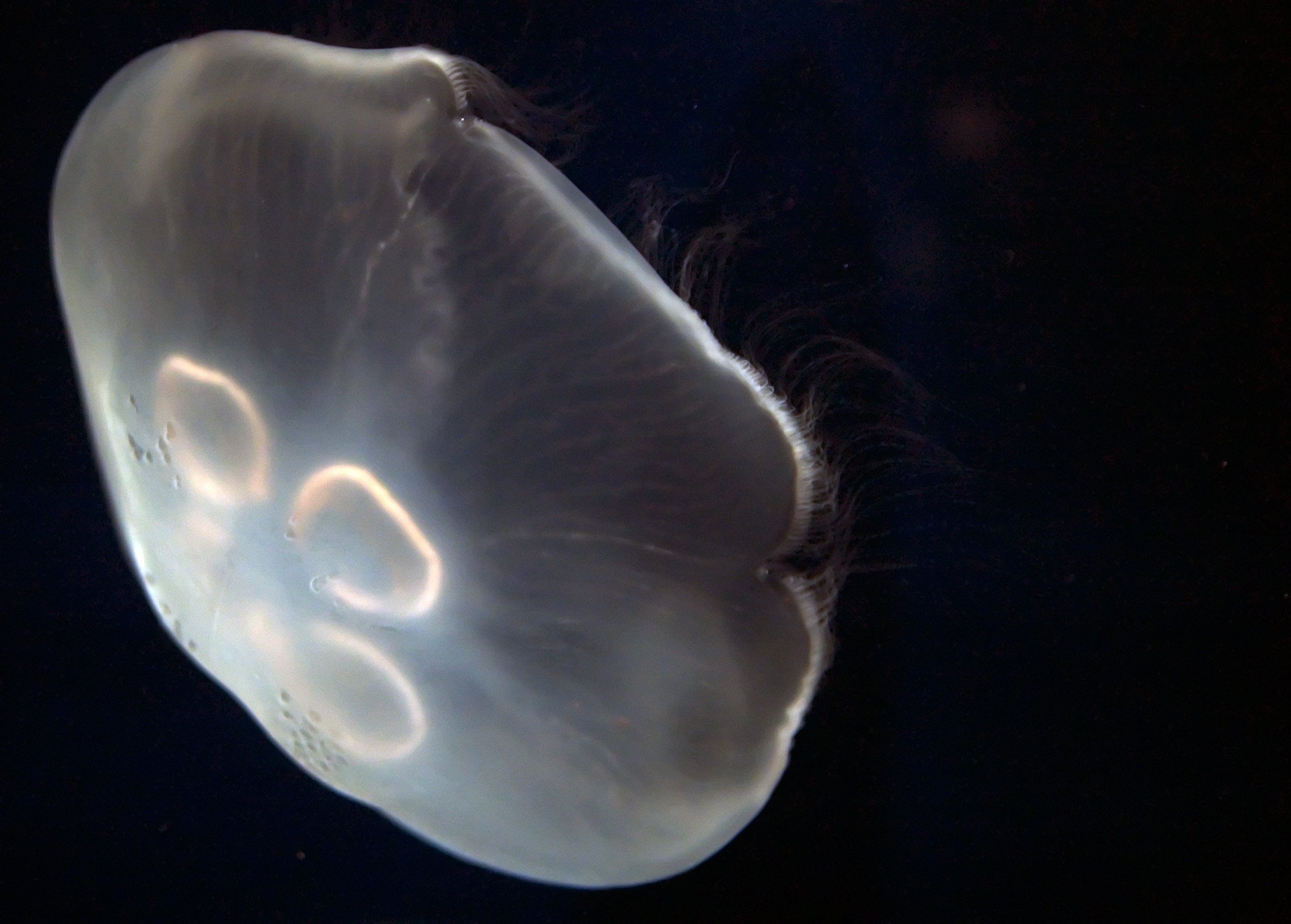
Rhopalia der Ohrenqualle

Als Rhopalium (plural: Rhopalia rsp. Rhopalien) von ῥόπαλον (rhópalon) 'Keule' werden die Rand- oder Sinneskörper von Schirmquallen (Scyphozoa) und Würfelquallen (Cubozoa) bezeichnet, die am Rand des Schirms oder der Glocke dieser Nesseltiere zu finden sind.
Sie haben die Form kleiner mit Entoderm ausgekleideter Tentakel oder Keulen, die der Exumbrella (Oberseite des Schirms der Meduse) entspringen und durch einen Decklappen geschützt werden.
Als Sinneszellen sind Statocysten (Gleichgewichtsorgane) und Ocellen („Augen“) an den entodermalen Zellen der Keulenspitze ausgebildet. Darin befinden sich zahlreiche Kristalle (bei den Cubozoa aus Bassanit), die als Statolithen wirken und die Pendelbewegung der Keulen auf die Sinneszellen übertragen.